# Vassilis Lakis
Vasilis Lakis, řecky Βασίλης Λάκης (* 10. září 1976, Soluň) je bývalý řecký fotbalista. Nastupoval většinou na postu pravého záložníka.
S řeckou reprezentací vyhrál mistrovství Evropy roku 2004. V národním mužstvu hrál v letech 1999–2005 a odehrál 35 zápasů, v nichž vstřelil 3 góly.
Má stříbrnou medaili z mistrovství Evropy hráčů do 21 let z roku 1998.
S AEK Athény získal dvakrát řecký fotbalový pohár (2000, 2002).